# Se telefonando/No
Se telefonando/No è il 76° singolo della cantante italiana Mina, pubblicato nel maggio 1966 come estratto dall'album in studio Studio Uno 66.

## Il disco
Entrambi i brani del singolo, pubblicato dalla Ri-Fi con in allegato un miniposter 50x35cm, fanno parte dell'album Studio Uno 66 e del secondo ciclo di filmati dell'artista per i caroselli Barilla.
Ristampato più volte dalla Ri-Fi nel corso del 1966, ha anche un'edizione greca ad opera della Philips (333 711 PF). Nel 1998 appare su CD single per la Carosello Records (300 642-2), che nel 2002 lo rimasterizza senza cambiare numero di catalogo.

## Successo e classifiche
Tra il 1966 e il 1967 raggiunge la 14ª posizione nella classifica delle vendite settimanali, a fine 1966 risulta al 38º posto in quella annuale.

## Se telefonando
Brano scritto da Ghigo De Chiara e Maurizio Costanzo con la musica di Ennio Morricone per la sigla dello spettacolo di varietà televisivo Aria condizionata.
Mina presentò il brano per la prima volta in televisione il 28 maggio 1966 durante la sedicesima puntata della quarta e ultima stagione del programma televisivo Studio Uno. Il video di questa esibizione si trova nel DVD Gli anni Rai 1965-1966 vol. 8, inserito in un cofanetto monografico di 10 volumi pubblicato da Rai Trade e GSU nel 2008.
Nel tempo è diventato uno dei brani più popolari della cantante cremonese ed è stato oggetto di numerose cover.

## No
Cover della canzone già incisa da Jimmy Fontana, che figura tra gli autori, e intitolata Non scherzare con il fuoco del 1966.
Non deve essere confusa con l'omonimo brano dell'artista inserito nell'album Salomè del 1981.

## Tracce
Lato A
1. Se telefonando – 2:56 (testo: Maurizio Costanzo, Ghigo De Chiara – musica: Ennio Morricone)

Lato B
1. No – 2:27 (testo: Gianni Boncompagni – musica: Jimmy Fontana, Carlo Pes)